# 貝爾登巷
貝爾登巷（Belden Place）為美国加州旧金山的法国区（French Quarter），位于金融区，是历史上早期法国移民聚居地，目前集中了受欢迎的法国餐馆和机构。
其毗邻的一些小巷，以及布什街（Bush Street）的一段也可算在法国区中。

## 历史
该地区拥有旧金山的第一批法国移民。在淘金潮末期的1851年，由法国政府资助的约3,000人抵达旧金山。在初期，这些法国移民与唐人街华人移民共享都板街（Grant Avenue），并比其他人更同情他们。法国小说家大仲马在1852年撰文介绍当地当地的中国厨师试验法国菜。尽管随后中国、意大利、爱尔兰、和其他移民的浪潮席卷这一地区，法国区保持了自己的飞地。

## 景点及特色

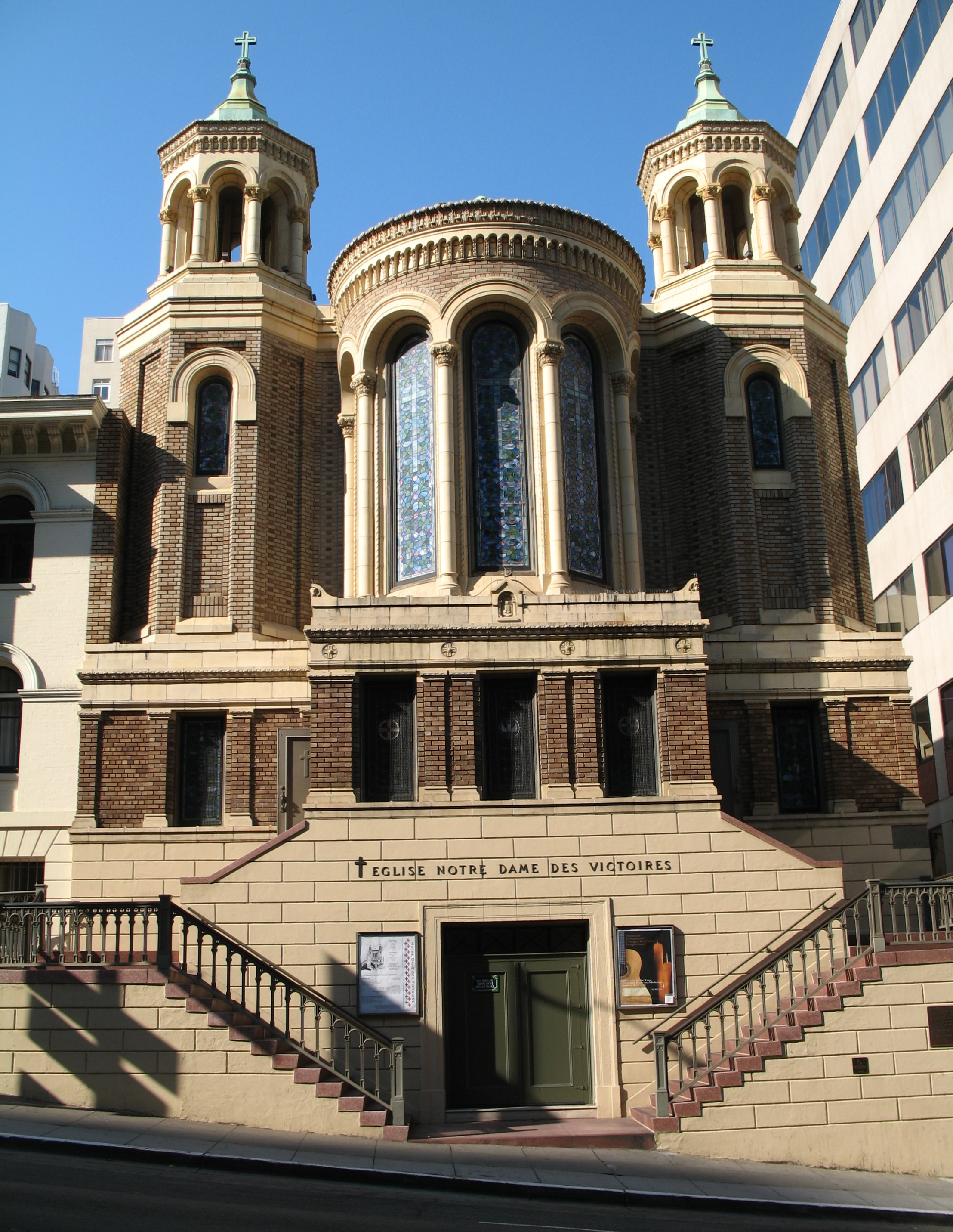
貝爾登巷內的天主教會舊金山「Notre Dame des Victoires」

贝尔登巷（Belden Place）是一条小巷，一个街块长，南北走向，从松树街到布什街，与蒙哥马利街（Montgomery Street）及卡尼街（Kearny Street）平行，直接位于美洲银行塔楼下方。大致介于旧金山唐人街和金融区之间。
1990年开设的巴士底咖啡馆确立了该区的现代基调。法国菜、意大利菜和加泰罗尼亚美食受到当地居民、游客、和办公室工作人员的欢迎，普遍视为等同市内最好的提供全面服务的欧洲餐厅。。巷内的著名餐厅包括山姆烧烤、巴士底咖啡厅，提拉米苏咖啡馆等等，以及Voda（伏特加酒馆）。附近的咖啡馆 Café de la Presse 虽然温和，谦逊，却是该市的政治和社会精英喜爱的聚会场所。附近还有法国文化协会、法国领事馆、胜利之后堂（仍然使用法语）及附属小学。在附近沿着布什街和克劳德巷，有其他几个餐馆，咖啡馆，酒店和其他法国机构。
由于天气寒冷，缺少可用的位置，在旧金山没有其他街区有类似的街头餐饮。这条巷子对汽车封闭，充满了便携式椅子，桌子，雨伞和户外加热器。晚上，热闹的街道装点着蜡烛，圣诞灯饰。餐厅派出女招待到街上去吸引潜在的顾客。每年，该区是全美国最大的国庆庆祝活动的一个现场，布什街暂时命名为Buisson。